# Lynton and Barnstaple Railway
A Lynton and Barnstaple Railway (L&B) foi aberta como uma ferrovia independente em maio de 1898. Seu percurso era de 30 km, transpondo a pitoresca paisagem de Exmoor, ao norte de Devon, Inglaterra. Encerrou suas atividades comerciais em 29 de setembro de 1935.
Em 1979, foi criada a Associação da L&BR, com o objetivo de preservar a ferrovia e seu patrimônio. Atualmente a ferrovia opera trens turísticos.

## Ligações externas

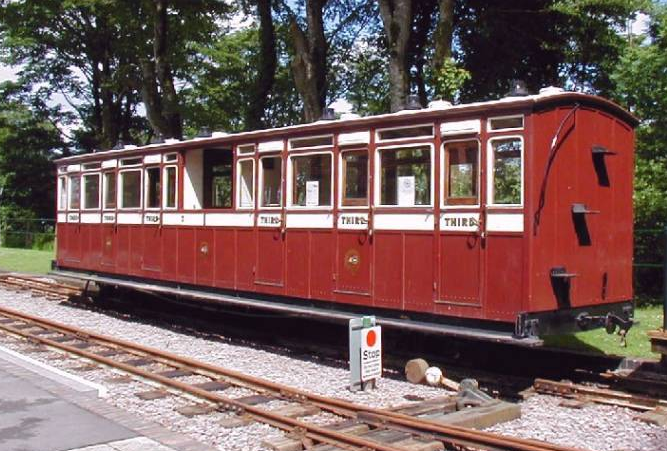
Vagão de passageiros nº 7